# 皮奥伊州圣费利克斯
皮奥伊州圣费利克斯（葡萄牙語：São Félix do Piauí）是巴西皮奥伊州的一个市镇。总面积656.52平方公里，总人口3116人，人口密度4.7人/平方公里。